# Passiva
Unter Passiva (Singular Passivum, von lateinisch pati ‚untätig sein, leiden‘) versteht man die Summe des einem Unternehmen zur Verfügung gestellten Kapitals, das auf der rechten Seite einer Bilanz zu finden ist. Sie lassen erkennen, aus welchen Kapitalquellen die Vermögenswerte des Unternehmens finanziert wurden. Diese sind auf der linken Seite der Bilanz gelistet und bilden die Aktiva. 
Bilanz- und gesellschaftsrechtlich bildet die Summe aller Passiva das Kapital eines Unternehmens.

## Allgemeines
Von Passivierung spricht man, wenn ein Bilanzposten auf der Passivseite verbucht wird. Dabei ist zu unterscheiden, ob die Passiva einer Passivierungspflicht, einem Passivierungswahlrecht oder einem Passivierungsverbot unterliegen. Grundsätzlich besteht Passivierungspflicht, also die gesetzlich vorgeschriebene Verpflichtung eines bilanzierenden Unternehmens, alle Eigenkapital- und Fremdkapitalposten in die Passivseite der Bilanz aufzunehmen. Ausnahmsweise bestehen Wahlrechte (für bestimmte Pensionsrückstellungen) und Passivierungsverbote (für alle nicht in § 249 HGB aufgezählten Rückstellungen). 
Die Buchhaltung führt die Endbestände der Passiv- und Aktivkonten zusammen, die Gegenüberstellung der Passiva mit den Aktiva zu einer kontenmäßigen Einheit heißt Bilanz. Hierin sind die Summen der Aktiva und der Passiva (Bilanzsumme) formal identisch, dies ist ein wesentliches Merkmal einer Bilanz. Der so gefasste Bilanzbegriff unterscheidet sich vom Kontobegriff nur darin, dass man beim Konto von Soll und Haben spricht.
Die drei Bilanzprinzipien der Bilanzwahrheit, Bilanzklarheit und Bilanzkontinuität gelten sowohl für Aktiv- als auch Passivseite. Aus Gründen des Vorsichtsprinzips und des damit einhergehenden Gläubigerschutzes können bestimmte Teile der Passiva (insbesondere Rückstellungen) im Rahmen des Niederstwertprinzips überbewertet werden, Aktiva werden hingegen unterbewertet. Überbewertung bedeutet, dass den als Verbindlichkeiten anzusehenden Rückstellungen in den Grenzen der vernünftigen kaufmännischen Beurteilung ein höherer Rückzahlungsbetrag beigemessen werden kann, der der wahrscheinlichen Inanspruchnahme des Unternehmens durch einen Dritten entspricht.

## Unterteilung der Passiva
Der Begriff Passivseite ist ein bestimmter Rechtsbegriff, der im Gliederungsschema des § 266 Abs. 3 HGB erwähnt wird. Danach besteht die Passivseite auf der ersten Gliederungsebene abschließend aus Eigenkapital und Verbindlichkeiten, zu denen Rückstellungen, Verbindlichkeiten, Rechnungsabgrenzungsposten und passive latente Steuern gehören.   

### Eigenkapital
Das Eigenkapital ergibt sich als Saldo zwischen den Wertansätzen auf der Aktivseite und denen auf der Passivseite. Es stellt das erbrachte und in der Unternehmung belassene Kapital dar, auf das die Unternehmensinhaber Residualansprüche haben. Bei Einzelunternehmen erfolgt der Ausweis des Eigenkapitals in der Bilanz als Gesamtposten, bei Personengesellschaften kann nach Haftungscharakter unterschieden werden. Personengesellschaften ohne persönlich haftende Gesellschafter (siehe § 264a HGB) und Kapitalgesellschaften gliedern das Eigenkapital wie folgt:
| Position | Unterpos. | Bezeichnung                                                 |
| -------- | --------- | ----------------------------------------------------------- |
| I.       |           | Gezeichnetes Kapital (GmbH: Stammkapital, AG: Grundkapital) |
| II.      |           | Kapitalrücklage                                             |
| III.     |           | Gewinnrücklagen                                             |
| III.     | 1.        | gesetzliche Rücklage                                        |
| III.     | 2.        | Rücklage für eigene Anteile                                 |
| III.     | 3.        | satzungsmäßige Rücklagen                                    |
| III.     | 4.        | andere Gewinnrücklagen                                      |
| IV.      |           | Gewinnvortrag/Verlustvortrag                                |
| V.       |           | Jahresüberschuss/Jahresfehlbetrag.                          |

Oftmals werden die Positionen IV. und V. auch zu einer Position mit der Bezeichnung Bilanzgewinn/Bilanzverlust zusammengefasst.

### Weitere Posten
Unter bestimmten Umständen kann oder muss die Passivseite um weitere Posten ergänzt werden. Neue Posten dürfen hinzugefügt werden, wenn ihr Inhalt nicht von einem vorgeschriebenen Posten abgedeckt wird. Gliederung und Bezeichnung bestimmter Posten der Bilanz sind zu ändern, wenn dies wegen Besonderheiten (der Kapitalgesellschaft) zur Aufstellung eines klaren und übersichtlichen Jahresabschlusses erforderlich ist (§ 265 Abs. 5 und 6 HGB).
Sonderposten mit Rücklagenanteil hatten sowohl Fremd- als auch Eigenkapitalcharakter und durften nur bis Dezember 2009 gebildet werden.

## Bilanzanalyse
Die Bilanzanalyse interessiert sich für die Zusammensetzung der Passiva, deren Verhältnis zu anderen Bilanzpositionen und ermittelt betriebswirtschaftliche Kennzahlen, die sich mit der vertikalen Kapitalstruktur der Passivseite befassen. Hierzu gehören Eigenkapitalquote und Fremdkapitalquote, während sich die horizontale Kapitalstruktur mit dem Verhältnis von Aktiv- zu Passivseite einer Bilanz im Rahmen der Anlagendeckung befasst. Die Eigen- und Fremdkapitalrentabilität spiegeln die Verzinsung des eingesetzten Eigen- oder Fremdkapitals wider, der Verschuldungsgrad macht Aussagen über das Verhältnis von Fremdkapital zum Cashflow.
Ferner ist die Aufteilung des Fremdkapitals in kurzfristig und langfristig fällige Verpflichtungen von Bedeutung. Hierzu haben beispielsweise Kapitalgesellschaften entsprechende Angaben über die Fristigkeiten ihrer Verbindlichkeiten im Anhang zu machen (§ 285 Satz 1 Nr. 1 HGB). Hierbei ist insbesondere relevant, ob das Unternehmen mit den vorhandenen oder kurzfristig verfügbaren liquiden Mitteln seinen kurzfristigen Verbindlichkeiten nachkommen kann. Konzernabschlüsse müssen daher u. a. eine Kapitalflussrechnung enthalten (§ 297 Abs. 1 HGB).

## Volkswirtschaftliche Gesamtrechnung
In den Vermögensbilanzen der Volkswirtschaftlichen Gesamtrechnung bestehen die Passiva aus den Verbindlichkeiten. Die Aktiva saldieren sich mit den Passiva zum Reinvermögen.